# Leitura mecânica

ISBN representado como EAN-13, mostrando tanto dados lidos por máquinas, quando dados lidos por humanos.

O termo leitura mecânica (ou leitura computadorizada) refere-se à informações criptografadas em uma maneira pela qual possam ser escaneadas ou sentidas por uma máquina ou computador, e interpretadas por seu hardware e software. Teoricamente, qualquer coisa que possa ser lida por um humano, pode também ser lida por máquinas, apesar de que nem sempre será compreendida.